# Strage di Pizzolungo
Con la strage di Pizzolungo si intende l'attentato dinamitardo compiuto a Pizzolungo, nel trapanese, con cui Cosa nostra intendeva uccidere il magistrato italiano Carlo Palermo, ma che invece provocò la morte di una donna, Barbara Rizzo e dei suoi due figli gemelli, Giuseppe e Salvatore.

## L'attentato
(Margherita Asta, figlia di Barbara Rizzo e Nunzio Asta)
La mattina del 2 aprile del 1985, poco dopo le 8:35, sulla strada provinciale che attraversa Pizzolungo, posizionata sul ciglio della strada, un'autobomba è pronta per l'attentato al sostituto procuratore Carlo Palermo che dalla casa dove alloggia a Bonagia si sta recando al palazzo di Giustizia di Trapani a bordo di una Fiat 132 blindata, seguito da una Fiat Ritmo di scorta non blindata. In prossimità dell'auto carica di tritolo l'auto di Carlo Palermo supera una Volkswagen Scirocco guidata da Barbara Rizzo, 30 anni, che accompagna a scuola i figli Giuseppe e Salvatore Asta, gemelli di 6 anni. La coupé si viene a trovare tra l'autobomba e la 132. L'autobomba viene fatta esplodere comunque, nella convinzione che sarebbe saltata in aria anche l'auto di Carlo Palermo. L'esplosione si udì a chilometri di distanza.

Le vittime: Barbara Rizzo con i figli Salvatore e Giuseppe

La coupé invece fa da scudo all'auto del sostituto procuratore che rimane solo ferito. Nella Scirocco esplosa muoiono dilaniati la donna e i due bambini. Il corpo squarciato della donna viene catapultato fuori dall'auto mentre i corpi a brandelli dei bambini finiscono dispersi molto più lontano. Sul muro di una palazzina a duecento metri di distanza una grossa macchia mostra dove è finito un corpicino irriconoscibile. Tra i soccorritori, giungono dalla vicina via Ariston il marito della donna, Nunzio Asta, con suo cognato  Vincenzo Rizzo, ma anche la Scirocco è così ridotta in frammenti che sul luogo dell'attentato trovano solo la 132 e la Ritmo e i due non sospettano che i loro famigliari possano essere stati coinvolti nell'esplosione. Dopo l'arrivo della polizia e delle autoambulanze Nunzio Asta torna a casa e si reca in auto al lavoro nella sua officina. Poco dopo la polizia gli telefona per chiedergli il numero di targa della sua auto, senza aggiungere altro, e Nunzio Asta scopre che una sua impiegata ha già verificato che i suoi figli non sono mai giunti a scuola.
Dei quattro agenti della scorta, quelli sulla 132, l'autista Rosario Maggio e Raffaele Di Mercurio, rimangono leggermente feriti mentre gli altri due vengono gravemente colpiti dalle schegge, Antonio Ruggirello a un occhio, Salvatore La Porta alla testa e in diverse parti del corpo. Dopo l'arrivo dei soccorsi e delle autopattuglie il giudice Palermo raggiunge il palazzo di Giustizia con una auto della polizia e qui i colleghi lo convincono a recarsi all'ospedale Sant'Antonio Abate dove viene sottoposto a un esame audiometrico e ricoverato.

### Controversie
Suscitarono scalpore le dichiarazioni rilasciate al quotidiano la Repubblica due giorni dopo la strage dall'allora sindaco di Trapani, Erasmo Garuccio, il quale affermò che l'attentato non era imputabile a organizzazioni mafiose perché "a Trapani la mafia non esiste". Questa discussa affermazione divenne oggetto di un'altrettanta controversa (e celebre) vignetta satirica di Giorgio Forattini pubblicata sempre su la Repubblica, che ritraeva Garuccio con i pantaloni abbassati e una lupara infilata nel sedere.

## L'inchiesta e i processi
Le prime indagini sulla strage vennero condotte dall'allora procuratore della Repubblica di Caltanissetta Sebastiano Patané.
Tra i sopravvissuti, Raffaele Di Mercurio, 36 anni all'epoca della strage, morì nel 1993 per una malattia cardiaca. Nello stesso anno morì Nunzio Asta a 46 anni per problemi cardiaci (al tempo dell'attentato aveva già subito un intervento di by-pass): della famiglia Asta rimase solo la figlia maggiore Margherita, 11 anni al momento dell'attentato, che si è successivamente dedicata alle attività dell'associazione antimafia Libera in provincia di Trapani.
Inizialmente alcuni mafiosi delle cosche di Alcamo e Castellammare del Golfo (Vincenzo Milazzo, Filippo Melodia, Vincenzo Cusumano, Pietro Montalbano, Gioacchino Calabrò, Mariano Asaro, Gaspare Crociata, Antonino Palmeri) vennero individuati come esecutori materiali della strage, che doveva servire a bloccare sul nascere le inchieste del giudice Carlo Palermo che avrebbero portato a una raffineria di eroina nei pressi di Alcamo, che tuttavia venne scoperta dalla polizia ventidue giorni dopo l'attentato: infatti all'interno della raffineria venne trovato un giornale che era piegato nella pagina dove era riportato un articolo in cui si parlava delle indagini del giudice Palermo. Per queste ragioni Gioacchino Calabrò, Vincenzo Milazzo e Filippo Melodia vennero condannati all'ergastolo in primo grado ma assolti nel 1990 dalla Corte d'appello di Caltanissetta e l'anno successivo dalla Cassazione presieduta dal giudice Corrado Carnevale (in seguito processato per associazione mafiosa accusa dalla quale però verrà assolto).
Negli anni successivi le dichiarazioni di alcuni collaboratori di giustizia (Francesco Di Carlo, Pietro Scavuzzo, Giovan Battista Ferrante, Francesco Milazzo e Giovanni Brusca) portarono al rinvio a giudizio dei boss mafiosi Salvatore Riina e Vincenzo Virga come mandanti della strage mentre Baldassare Di Maggio e Antonino Madonia furono accusati di aver collaborato all'esecuzione materiale: Di Maggio, su ordine di Riina, avrebbe portato a Trapani l'esplosivo Brixia B5 che fu impiegato nell'attentato (già utilizzato nell'autobomba contro il giudice Rocco Chinnici e poi nel fallito attentato all'Addaura) e Madonia aiutò i mafiosi trapanesi a preparare l'autobomba nel garage di Gioacchino Calabrò (già assolto nel primo processo).
Nel 2002 Riina e Virga vennero condannati all'ergastolo e la stessa pena venne inflitta nel 2004 anche a Baldassare Di Maggio mentre Antonino Madonia venne assolto ma condannato in appello. Il nuovo processo individuò Vincenzo Milazzo, Gioacchino Calabrò e Filippo Melodia come esecutori materiali della strage ma non più processabili in quanto irrevocabilmente assolti nel primo processo a Caltanissetta.
Nel 2019, a più di trent'anni dai fatti, si aprì a Caltanissetta il quarto processo per la strage, che vedeva come unico imputato Vincenzo Galatolo (un tempo capo della famiglia mafiosa dell'Acquasanta già condannato all'ergastolo per altri omicidi), accusato dalla figlia Giovanna (divenuta testimone di giustizia) di essere uno dei mandanti del massacro. Il processo, celebrato con il rito abbreviato, si concluse in primo grado l'anno successivo con la condanna di Galatolo a trent'anni di reclusione, confermati in appello nel 2022 e in Cassazione l'anno successivo.

## Commemorazioni

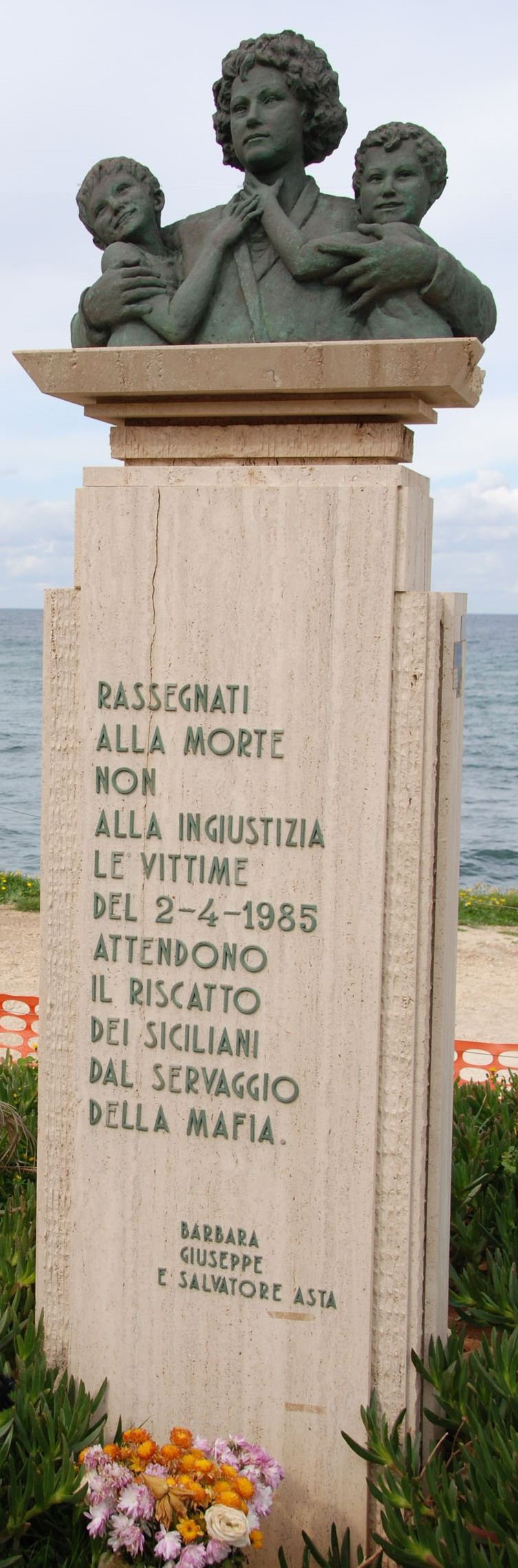
La stele sul luogo dell'attentato

- Nel 2008 a Giuseppe e Salvatore Asta è stato dedicato a Erice l'edificio scolastico in via Salvatore Caruso, fatto oggetto di un incendio doloso la notte tra il 6 e il 7 agosto 2009.[21]

- Nel 2013 l'Istituto Comprensivo di Formello (RM) è stato intitolato a Barbara Rizzo; all'evento era presente anche Margherita Asta.

- Nel 2014 il Comune di Correggio (RE) ha intitolato un parco pubblico alla memoria di Barbara Rizzo, Salvatore e Giuseppe Asta, vittime innocenti della mafia.

- Il 23 maggio 2018, in occasione della "Giornata della legalità", il Comune di Imola (BO) ha intitolato un giardino alla memoria di Barbara Rizzo, Salvatore e Giuseppe Asta, vittime innocenti della mafia. Erano presenti dieci classi delle scuole superiori imolesi che hanno potuto ascoltare, prima dell'intitolazione, le parole di Adriana Cogode, Commissario straordinario del Comune di Imola, Margherita Asta, sorella dei gemellini, Lucio Guarino, Direttore Consorzio Sviluppo e Legalità, Giuseppe Schiavone, Dirigente ufficio scolastico provinciale e Don Giuseppe Giacomelli, figlio del giudice Alberto.

- Il 26 maggio 2018 la Commissione Straordinaria del comune di Corleone ha intitolato il campo di calcio a cinque alla memoria di Giuseppe e Salvatore Asta, vittime innocenti della violenza mafiosa nella strage di Pizzolungo. Alla cerimonia ha preso parte Margherita Asta, che con grande slancio e generosità ha voluto essere presente all'inaugurazione della struttura dedicata ai suoi fratellini, il cui sacrificio sarà oggetto di tributo e memoria anche a Corleone.

### La stele sul luogo
A ricordare la strage, sul luogo dell'attentato, vicino alla spiaggia è stata posta una stele con un gruppo bronzeo opera di Domenico Li Muli, che recita:

### Il Parco della Memoria
A seguito di un concorso nazionale "Non ti scordar di me" vinto dal gruppo Lg=mC (Giovanni Lucentini, Marcello Cala'), il 21 aprile 2011 sono iniziati i lavori per la realizzazione del parco della memoria a ricordo della strage sul luogo dell'attentato.

### Nella musica
Il gruppo Modena City Ramblers ha dedicato una canzone ai due bambini morti nell'attentato, Beppe e Tore, nell'album Niente di nuovo sul fronte occidentale.
C'è una ballata in dialetto siciliano che ricorda la strage del due aprile. Le parole sono di Giampiero Montanti, scritte pochi giorni dopo l'attentato, allora redattore del periodico giovanile Il Pungolo. Il maestro Michele Lombardo ne ha composto la musica. In calce al libro Fermate quel giudice di Maurizio Struffi e Luigi Sardi, Il Mosaico - Reverdito editore 1986, si trova il testo della ballata (seppur con qualche errore e mancante di un verso) con traduzione in italiano a fronte.